# 计算机学报
计算机学报（Chinese Journal of Computers）是中国计算机领域的顶级学术期刊， 由中国科学院计算技术研究所与中国计算机学会共同主办，旨在报道中国计算机科学与技术的最高水平科研成果。该学报创刊于1978年，现为月刊，由科学出版社出版。

## 历史
1978年，《计算机学报》由中國科學院計算技術研究所與中國計算機學會共同创办于北京，周期定为半年刊。
- 1979年，改为季刊。
- 1981年，改为双月刊。
- 1987年，改为月刊。[5]
- 2014年，入选原国家新闻出版广电总局第一批认定的学术期刊。 [6]

## 覆盖内容
《计算机学报》刊登的论文内容覆盖计算机科学技术的各个研究领域，包括计算机系统体系结构、人工智能、信息安全、计算机软件、计算机科学与理论、数据科学与工程、计算机网络、多媒体技术、计算机图形学以及其他新技术等。其宗旨在于报道中国计算机科学与技术的最高水平科研成果。

## 编辑部
学报编辑部位于北京市。
编辑委员会由计算机领域资深专家组成，包括二十余名两院院士。 
出版周期：月刊。
ISSN：0254-4164

## 入选检索
《计算机学报》被国内外多种检索收录，包括EI、CSCD、Scopus、Inspec、日本《科技文献速报》、俄罗斯《文摘杂志》和北京大学《中文核心期刊要目总览》来源期刊等。

## 评价信息
《计算机学报》的影响因子、下载及发行量名列中国计算机科学与技术类学术刊物的前茅。以下是来自中国知网的数据：

出版文献量：7727篇
总下载次数： 4800042次
总被引次数： 269713次
(2024版)复合影响因子：6.781
(2024版)综合影响因子：3.802
《计算机学报》在中国计算机学会2022年发布的 “计算领域高质量科技期刊分级目录”和 中国电子学会2023年发布的“计算机技术领域高质量科技期刊分级目录”均属于最高等级T1，

## 外部連結
计算机学报期刊网址：http://cjc.ict.ac.cn